# Evangelische Kirche (Schlierbach)

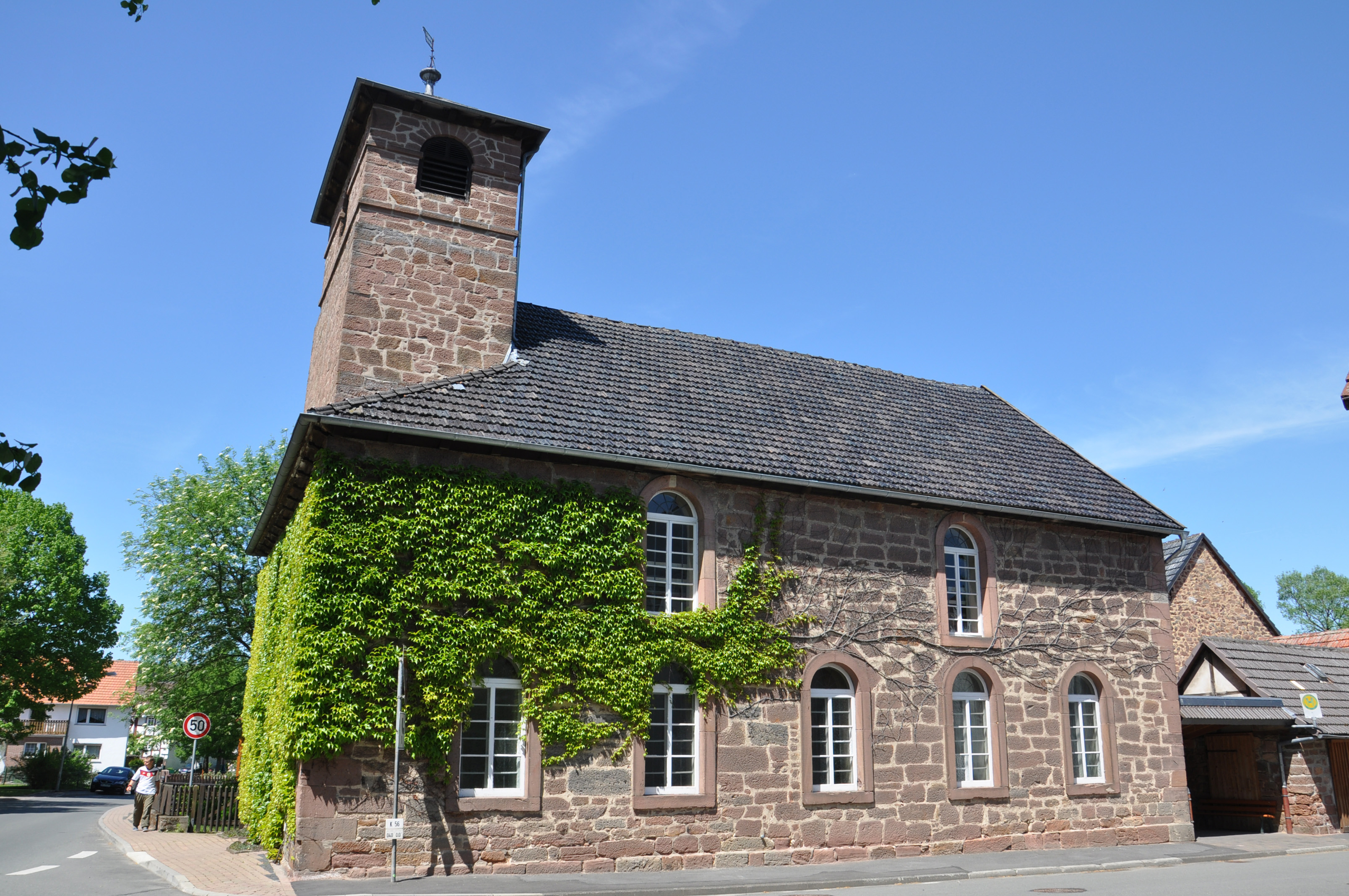
Evangelische Kirche (Schlierbach)

Die Evangelische Kirche Schlierbach ist ein denkmalgeschütztes Kirchengebäude in Neuental-Schlierbach im Schwalm-Eder-Kreis (Hessen). Die Kirche gehört zur Kirchengemeinde Landsburg im Kirchenkreis Schwalm-Eder im Sprengel Marburg der Evangelischen Kirche von Kurhessen-Waldeck.

## Beschreibung
Die steinsichtige Saalkirche wurde 1820/21 im Rundbogenstil erbaut. Der Fassadenturm ist vollständig in das Kirchenschiff eingezogen. Ihm gegenüber ist die halbrunde Apsis. Die Orgel wurde 1832 von Johannes Vogt gebaut.